# جيتو، الجاحد (فلم)
جيتو، الجاحد (بالإنجليزية: Gito, l'ingrat) هو فيلم كوميدي بوروندي من إخراج ليونس نغابو سنة 1992.

## القصة
جيتو طالب بوروندي يعيش في باريس. عندما ينهي دراسته، يقرر العودة إلى بلده ووعد صديقته الفرنسية بأنه سيتصل بها عندما يصبح وزيراً، وهو أمر مقتنع بحدوثه. لكنه يفقد طموحه تدريجياً وهو يواجه واقع البلد. وهكذا يبدأ في الخروج مرة أخرى مع أحبائه في طفولته.

## المهرجانات
- مهرجان أماكولا السينمائي الدولي، أوغندا (1992) [1]
- مهرجان جيمسون دبلن السينمائي الدولي، أيرلندا (1992)
- مهرجان لندن السينمائي، إنجلترا

## الجوائز
- جائزة أومارو غاندا في الدورة 13 لمهرجان فيسباكو (1993)
- جائزة (Air Afrique) في مهرجان الفيلم الأفريقي بإيطاليا (1993)
- أفضل فيلم - جائزة لجنة التحكيم في مهرجان لشبونة السينمائي، البرتغال (1993)
- جائزة إميل كانتيلون في مهرجان الفيلم الفرنكوفوني الدولي، بلجيكا (1992) [2]
- مهرجان المدينة في مهرجان أميان السينمائي الدولي، فرنسا (1992) [3]
- جائزة الصحافة في أيام قرطاج السينمائية، تونس (1992)

## روابط خارجية
- مقالات تستعمل روابط فنية بلا صلة مع ويكي بيانات